# Amtshauptmannschaft Dresden-Neustadt
Die Amtshauptmannschaft Dresden-Neustadt war eine Verwaltungseinheit im Königreich Sachsen und im späteren Freistaat Sachsen. Die Amtshauptmannschaft entstand 1880 aus der Teilung der Amtshauptmannschaft Dresden und ging 1924 auch wieder in dieser auf.

## Geschichte
Die Amtshauptmannschaft entstand 1880 aus der Teilung der Amtshauptmannschaft Dresden. Im Zuge der zahlreichen Eingemeindungen aus den beiden Dresdener Amtshauptmannschaften in die exemte Stadt Dresden wurden die Amtshauptmannschaften 1924 auch wieder in diese vereint.
| Jahr | Einwohner | Fläche | Bevölkerungsdichte | Anzahl der Kommunen |
| ---- | --------- | ------ | ------------------ | ------------------- |
| 1900 | 126.706   | 358,45 | 353,48             | 74                  |
| 1910 | 123.784   | 343,02 | 360,86             | 67                  |

## Geographie
Zur Amtshauptmannschaft Dresden-Neustadt gehörten die rechtselbischen Kommunen der Amtshauptmannschaft Dresden sowie die linkselbischen Orte Blasewitz, Groß- und Kleindobritz, Gruna, Laubegast, Leuben, Seidnitz, Striesen und Tolkewitz.

## Innere Gliederung
Der Amtshauptmannschaft gehörten 1910 67 Kommunen, darunter eine Stadt und 66 Gemeinden, an. Einzelne selbständige Gutsbezirke waren gesondert aufgeführt, sind aber in den Einwohnerzahlen der umliegenden Gemeinden aufgeführt.
| Stadt                               | Stadt                      | Einwohnerzahl | Gemeinde                                  | Gemeinde  | Einwohnerzahl | selbständiger Gutsbezirk (1. Dez. 1900) | Einwohnerzahl |
| ----------------------------------- | -------------------------- | ------------- | ----------------------------------------- | --------- | ------------- | --------------------------------------- | ------------- |
| AMTSHAUPTMANNSCHAFT gesamt: 123.784 |                            |               |                                           |           |               | selbständiger Gutsbezirk (1. Dez. 1900) | Einwohnerzahl |
| Städte                              | Städte                     | 13.413        | Gemeinden                                 | Gemeinden | 110.371       | selbständiger Gutsbezirk (1. Dez. 1900) | Einwohnerzahl |
| 1                                   | Radeberg                   | 13.413        | 2                                         | Radebeul  | 11.402        | Kammergut Pillnitz                      | 172           |
|                                     |                            |               | 3                                         | Blasewitz | 7.659         | Königliches Rittergut Helfenberg        | 80            |
| 4                                   | Loschwitz                  | 6.793         | Königliches Sommerresidenzschloß Pillnitz | 63        |               |                                         |               |
| 5                                   | Kötzschenbroda             | 6.444         | Staatsforstrevier Moritzburg              | 43        |               |                                         |               |
| 6                                   | Klotzsche                  | 5.171         | Rittergut Schönfeld                       | 43        |               |                                         |               |
| 7                                   | Niederlößnitz              | 4.750         | Freigut Lotzdorf                          | 38        |               |                                         |               |
| 8                                   | Laubegast                  | 4.507         | Rittergut Seifersdorf                     | 37        |               |                                         |               |
| 9                                   | Leuben                     | 4.335         | Rittergut Hermsdorf                       | 36        |               |                                         |               |
| 10                                  | Bühlau                     | 3.541         | Rittergut Wachau bei Radeberg             | 31        |               |                                         |               |
| 11                                  | Rähnitz                    | 2.655         | Königliches Jagdschloss Moritzburg        | 29        |               |                                         |               |
| 12                                  | Ottendorf bei Medingen     | 2.567         | Rittergut Liegau                          | 27        |               |                                         |               |
| 13                                  | Langebrück                 | 2.541         | Rittergut Kleinwolmsdorf                  | 24        |               |                                         |               |
| 14                                  | Naundorf                   | 2.294         | Staatsforstrevier Langebrück              | 19        |               |                                         |               |
| 15                                  | Tolkewitz                  | 2.257         | Rittergut Grünberg                        | 18        |               |                                         |               |
| 16                                  | Reichenberg                | 2.018         | Rittergut Gönnsdorf                       | 15        |               |                                         |               |
| 17                                  | Oberlößnitz                | 1.871         | Rittergut Lomitz                          | 14        |               |                                         |               |
| 18                                  | Weißer Hirsch              | 1.847         | Rittergut Wachwitz mit Niederpoyritz      | 11        |               |                                         |               |
| 19                                  | Weißig                     | 1.836         | Staatsforstrevier Pillnitz                | 4         |               |                                         |               |
| 20                                  | Arnsdorf                   | 1.773         | Staatsforstrevier Dresden                 | 0         |               |                                         |               |
| 21                                  | Lotzdorf                   | 1.661         | Fiskalische Moritzburger Teiche           | 0         |               |                                         |               |
| 22                                  | Eisenberg-Moritzburg       | 1.645         | Staatsforstrevier Röhrsdorf               | 0         |               |                                         |               |
| 23                                  | Dobritz                    | 1.581         |                                           |           |               |                                         |               |
| 24                                  | Zitzschewig                | 1.461         |                                           |           |               |                                         |               |
| 25                                  | Wachau                     | 1.358         |                                           |           |               |                                         |               |
| 26                                  | Lausa                      | 1.311         |                                           |           |               |                                         |               |
| 27                                  | Rochwitz                   | 1.230         |                                           |           |               |                                         |               |
| 28                                  | Großerkmannsdorf           | 1.149         |                                           |           |               |                                         |               |
| 29                                  | Weixdorf                   | 1.097         |                                           |           |               |                                         |               |
| 30                                  | Leppersdorf                | 1.093         |                                           |           |               |                                         |               |
| 31                                  | Wachwitz                   | 1.069         |                                           |           |               |                                         |               |
| 32                                  | Lomnitz                    | 1.000         |                                           |           |               |                                         |               |
| 33                                  | Wilschdorf                 | 991           |                                           |           |               |                                         |               |
| 34                                  | Niederpoyritz              | 949           |                                           |           |               |                                         |               |
| 35                                  | Pillnitz                   | 857           |                                           |           |               |                                         |               |
| 36                                  | Wallroda                   | 833           |                                           |           |               |                                         |               |
| 37                                  | Kleinwolmsdorf             | 831           |                                           |           |               |                                         |               |
| 38                                  | Wahnsdorf                  | 793           |                                           |           |               |                                         |               |
| 39                                  | Lindenau                   | 773           |                                           |           |               |                                         |               |
| 40                                  | Boxdorf                    | 759           |                                           |           |               |                                         |               |
| 41                                  | Hosterwitz                 | 729           |                                           |           |               |                                         |               |
| 42                                  | Schönfeld                  | 713           |                                           |           |               |                                         |               |
| 43                                  | Seifersdorf                | 712           |                                           |           |               |                                         |               |
| 44                                  | Hermsdorf                  | 700           |                                           |           |               |                                         |               |
| 45                                  | Cunnersdorf bei Medingen   | 666           |                                           |           |               |                                         |               |
| 46                                  | Ullersdorf                 | 628           |                                           |           |               |                                         |               |
| 47                                  | Liegau                     | 621           |                                           |           |               |                                         |               |
| 48                                  | Dippelsdorf                | 567           |                                           |           |               |                                         |               |
| 49                                  | Kleinröhrsdorf             | 542           |                                           |           |               |                                         |               |
| 50                                  | Gomlitz                    | 534           |                                           |           |               |                                         |               |
| 51                                  | Großokrilla                | 531           |                                           |           |               |                                         |               |
| 52                                  | Schullwitz                 | 478           |                                           |           |               |                                         |               |
| 53                                  | Söbrigen                   | 452           |                                           |           |               |                                         |               |
| 54                                  | Schönborn                  | 435           |                                           |           |               |                                         |               |
| 55                                  | Pappritz                   | 424           |                                           |           |               |                                         |               |
| 56                                  | Rockau                     | 405           |                                           |           |               |                                         |               |
| 57                                  | Reitzendorf                | 367           |                                           |           |               |                                         |               |
| 58                                  | Grünberg                   | 311           |                                           |           |               |                                         |               |
| 59                                  | Oberpoyritz                | 283           |                                           |           |               |                                         |               |
| 60                                  | Kleinokrilla               | 245           |                                           |           |               |                                         |               |
| 61                                  | Zaschendorf                | 244           |                                           |           |               |                                         |               |
| 62                                  | Cunnersdorf bei Helfenberg | 242           |                                           |           |               |                                         |               |
| 63                                  | Krieschendorf              | 212           |                                           |           |               |                                         |               |
| 64                                  | Malschendorf               | 205           |                                           |           |               |                                         |               |
| 65                                  | Borsberg                   | 165           |                                           |           |               |                                         |               |
| 66                                  | Gönnsdorf                  | 152           |                                           |           |               |                                         |               |
| 67                                  | Kleinerkmannsdorf          | 106           |                                           |           |               |                                         |               |

Gebietsänderungen (vermutlich unvollständig):
- 1. Juli 1892: Eingliederung von Striesen in Dresden
- 1. Juli 1897: Eingliederung von Pieschen und Trachenberge in Dresden
- 1. April 1901: Eingliederung von Gruna (1895 2.314 Einwohner) in Dresden
- 1. Juli 1902: Eingliederung von Seidnitz (1895 1.401 Einwohner) in Dresden
- 1. Januar 1903: Eingliederung von Kaditz (1895 1.619 Einwohner), Mickten (1895 2.226 Einwohner), Trachau (1895 2.820 Einwohner) und Übigau (1895 1.319 Einwohner) in Dresden
- 1905: Eingliederung von Serkowitz (1895 2.243 Einwohner) in Radebeul
- 24. Oktober 1911: Namensänderung von Ottendorf bei Medingen in Ottendorf-Moritzdorf

## Amtshauptmänner
Amtshauptmänner waren:
- 1880–1887 Georg von Metzsch-Reichenbach
- 1887–1890 Paul von Weissenbach
- 1890–1897 Ernst Florian von Thielau
- 1897–1900 Curt Ludwig Franz von Burgsdorff
- 1900–1906 Georg von Craushaar
- 1906–1909 Ernst von Salza und Lichtenau
- 1909–1918 Maximilian von Hübel
- 1918–1919 Friedrich zu Castell-Castell
- 1920–1921 Edwin Rudolph Lempe
- 1922–1924 Rudolf de Guehery

## Belege
1. ↑  https://www.gemeindeverzeichnis.de/gem1900/gem1900.htm?sachsen/kh_dresden1900.htm
2. ↑  Willkommen bei Gemeindeverzeichnis.de. Abgerufen am 21. September 2023.